# Cuoiopelli Cappiano Romaiano 2003-2004
Questa voce raccoglie le informazioni riguardanti il Cuoiopelli Cappiano Romaiano nelle competizioni ufficiali della stagione 2003-2004.

## Rosa
| N. |                   | Ruolo | Calciatore          |
| -- | ----------------- | ----- | ------------------- |
|    | Italia (bandiera) | D     | Amedeo Barbato      |
|    | Italia (bandiera) | C     | Tommaso Breschi     |
|    | Italia (bandiera) | C     | Andrea Capitani     |
|    | Italia (bandiera) | C     | Lapo Cassigoli      |
|    | Italia (bandiera) | C     | Samuele Ceciarini   |
|    | Italia (bandiera) | A     | Andrea Citi         |
|    | Italia (bandiera) | C     | Davide Collini      |
|    | Italia (bandiera) | D     | Marco De Cristofaro |
|    | Italia (bandiera) | D     | Gabriele Gemignani  |
|    | Italia (bandiera) | A     | Jonathan Granito    |
|    | Italia (bandiera) | C     | Samuele Grassi      |
|    | Italia (bandiera) | A     | Ivan Graziani       |

| N. |                   | Ruolo | Calciatore          |
| -- | ----------------- | ----- | ------------------- |
|    | Italia (bandiera) | D     | Nicholas Guidi      |
|    | Italia (bandiera) | P     | Fabrizio Lorieri    |
|    | Italia (bandiera) | C     | Antonio Magnani     |
|    | Italia (bandiera) | P     | Cristian Malavolti  |
|    | Italia (bandiera) | A     | Francesco Masi      |
|    | Italia (bandiera) | C     | Stefano Pellacani   |
|    | Italia (bandiera) | P     | Luca Polzella       |
|    | Italia (bandiera) | C     | Davide Ruscitti     |
|    | Grecia (bandiera) | A     | Ilias Sapanis       |
|    | Italia (bandiera) | C     | Cristiano Signorini |
|    | Italia (bandiera) | D     | Federico Tolomei    |
|    | Italia (bandiera) | D     | Cristiano Veracini  |